# Alder Lake
Alder Lake è il nome in codice di Intel per la dodicesima generazione della linea di processori Intel Core basati su un'architettura ibrida che utilizza core Golden Cove ad alte prestazioni e core efficienti Gracemont. I processori vengono fabbricati utilizzando il processo Intel 7 di Intel, precedentemente denominato Intel10ESF. Esso ha un aumento delle prestazioni del 10%-15% rispetto al 10SF utilizzato nei processori mobile Tiger Lake. Intel ha annunciato ufficialmente le CPU Intel Core di dodicesima generazione il 27 ottobre 2021, le CPU mobile Intel Core di dodicesima generazione e le CPU desktop non serie K il 4 gennaio 2022, quelle delle serie Alder Lake-P e -U il 23 febbraio 2022 e quelle della serie Alder Lake-HX il 10 maggio 2022.